# ISO/CEI 80000-2
La norme ISO/CEI 80000-2,, définit les symboles utilisés en mathématiques et dans l'ensemble des sciences. Cette deuxième partie de l'ensemble ISO/CEI 80000 est très importante car toutes les parties suivantes s'y réfèrent.
Les quatre premières sous-parties, courtes, introduisent (1) les domaines d'application, (2) les références normatives, (3) une courte présentation des tableaux qui suivent, (4) une description générale sur les variables, les fonctions et les opérateurs, ainsi que les règles syntaxiques de base.
Les sous-parties suivantes présentent un tableau chacune, selon quelques sous-domaines des mathématiques. Ils indiquent les symboles, leurs significations, et une dernière colonne indique remarques ou exemples.
| Sous-partie | Tableau | Type d'objet mathématique traité                                                    |
| ----------- | ------- | ----------------------------------------------------------------------------------- |
| 5           | 1       | Symboles et expressions pour la logique mathématique                                |
| 6           | 2       | Symboles et expressions pour les ensembles                                          |
| 7           | 3       | Symboles et expressions pour les ensembles normalisés de nombres et les intervalles |
| 8           | 4       | Symboles et expressions divers                                                      |
| 9           | 5       | Symboles et expressions en géométrie élémentaire                                    |
| 10          | 6       | Symboles et expressions pour les opérations mathématiques                           |
| 11          | 7       | Symboles et expressions en combinatoires                                            |
| 12          | 8       | Symboles et expressions pour les fonctions                                          |
| 13          | 9       | Symboles et expressions pour les fonctions exponentielles et logarithmiques         |
| 14          | 10      | Symboles et expressions pour les fonctions trigonométriques et hyperboliques        |
| 15          | 11      | Symboles et expressions pour les nombres complexes                                  |
| 16          | 12      | Symboles et expressions pour les matrices                                           |
| 17          | 13      | Systèmes de coordonnées dans l'espace tridimensionnel                               |
| 18          | 14      | Symboles et expressions pour les scalaires, les vecteurs et les tenseurs            |
| 19          | 15      | Symboles et expressions pour les transformées                                       |
| 20          | 16      | Symboles et expressions pour les fonctions spéciales                                |